# Ernst Schmitt (Politiker)

Ernst Schmitt

Friedrich Ernst Schmitt (* 5. April 1896 in Staudernheim; † 17. Oktober 1972 ebenda) war ein deutscher Politiker (NSDAP).

## Leben und Wirken
Der Sohn eines Schmieds besuchte die Volksschule und absolvierte eine Lehre zum Schmied und zum Schlosser. Von 1914 bis 1918 nahm er am Ersten Weltkrieg teil. Während des Krieges wurde er mehrmals verwundet und mit dem Eisernen Kreuz II. Klasse ausgezeichnet. Anschließend arbeitete er kurzzeitig von November 1918 bis März 1919 bei der Eisenbahn, um dann für zweieinhalb Jahre am Technikum Bingen zu studieren, das er mit einem Ingenieurexamen verließ. Bis 1933 arbeitete als Gießereiingenieur in verschiedenen Gießereien. Schmitt war seit 1920 verheiratet; aus der Ehe gingen drei Kinder hervor.
1923 trat Schmitt erstmals in die NSDAP ein. Während der alliierten Rheinlandbesetzung wurde er 1923 vorübergehend von den französischen Besatzungsbehörden ausgewiesen. Nach der Wiederzulassung der NSDAP, die nach dem Hitlerputsch verboten worden war, trat er der Partei am 26. Mai 1925 erneut bei (Mitgliedsnummer 5.864). Nach einem Streit über soziale Fragen mit dem Gauleiter von Hannover-Ost, Bernhard Rust, trat er im November 1926 aus der NSDAP aus, schloss sich jedoch der Partei im April 1928 nach einer Aussprache mit Gauleiter Robert Ley erneut an. In der Partei war Schmitt Kreisleiter für die Kreise Meisenheim und – nach der Angliederung des Kreises – für Kreuznach. Zudem leitete er die NSDAP-Ortsgruppe in Bad Kreuznach. 1929 wurde Schmitt Mitglied des Kreistags des Kreises Meisenheim und dort Vorsitzender der NSDAP-Fraktion. Von 1932 bis zum Herbst 1933 gehörte er dem Preußischen Landtag und dem Provinziallandtag der Rheinprovinz an.
Nach der Machtübertragung an die Nationalsozialisten war Schmitt Beauftragter der NSDAP für das Amt Baumholder sowie die Kreise Kreuznach, Birkenfeld und Zell. Im Juni 1933 verhängte er „Schutzhaft“ gegen Sozialdemokraten. Von November 1933 bis zum Ende der NS-Herrschaft im Frühjahr 1945 saß Schmitt als Abgeordneter für den Wahlkreis 21 (Koblenz-Trier) im nationalsozialistischen Reichstag. Sein Amt als Kreuznacher Kreisleiter übte er ab 1933 hauptamtlich aus. Daneben amtierte er als Erster Kreisdeputierter des Kreises Kreuznach und übernahm 1933 für einige Monate die Geschäfte des Landrats. In der Partei war Schmitt von 1933 bis 1936 Gauinspekteur im Gau Koblenz-Trier. Dabei soll es zu Differenzen mit Gauleiter Gustav Simon gekommen sein, in deren Folge es zu mehreren Parteigerichtsverfahren gegen Schmitt kam.
Schmitt leitete die Novemberpogrome 1938 im Kreis Kreuznach und war persönlich in Bad Kreuznach an der Zerstörung von Wohnungen von Juden beteiligt. Nach der deutschen Besetzung Luxemburgs amtierte er im August und September 1940 als Landkommissar im Distrikt Luxemburg.
In der Endphase des Zweiten Weltkrieges flüchtete Schmitt aus Bad Kreuznach. Am 8. Mai 1945 wurde er von amerikanischen Truppen gefangen genommen und gemäß dem automatischen Arrest in Ludwigsburg interniert. Im Juni 1947 wurde Schmitt auf eigenen Wunsch in die britische Besatzungszone nach Fallingbostel verlegt, wovon er sich eine schnellere Freilassung versprach. In der Entnazifizierung wurde Schmitt im Juni 1948 von einer niedersächsischen Spruchkammer zu 18 Monaten Gefängnis und einer Geldstrafe verurteilt. Auf die Strafe wurde die Internierungshaft angerechnet. Nach seiner Freilassung im selben Monat lebte er zunächst in Plettenberg und ab 1949 in Mühlheim am Main, da er fürchtete, bei seiner Rückkehr nach Staudernheim von den dortigen französischen Besatzungsbehörden erneut verhaftet zu werden.
Das Landgericht Bad Kreuznach verurteilte Schmitt im Dezember 1951 wegen Verbrechen gegen die Menschlichkeit zu zweieinhalb Jahren Gefängnis. Das Urteil wurde vom Bundesgerichtshof aufgehoben und bei einer Neuverhandlung im April 1954 auf eineinhalb Jahre reduziert, auf die die Internierungshaft vollständig angerechnet wurden. Der Anklageschrift vom Februar 1951 zufolge war Schmitt „der unumschränkte Machthaber im Kreise Kreuznach, dessen Anordnungen und Befehlen sich angesichts des ihm eigenen herrischen Wesens niemand zu widersetzen wagte“. In einem zweiten Entnazifizierungsverfahren war Schmitt im März 1951 von einer Spruchkammer in Koblenz als „Belasteter“ eingruppiert worden.